# Królestwo Obojga Sycylii
Królestwo Obojga Sycylii – państwo istniejące w latach 1816–1860 na terenie Sycylii i południowej części Półwyspu Apenińskiego.
Państwo powstało z przekształcenia się Królestwa Neapolu po kongresie wiedeńskim. Koronę sycylijską otrzymał ród Burbonów, z którego później oddzieliła się cała gałąź – Burbonowie Sycylijscy. Specyficzna nazwa państwa ma swój rodowód z XIII wieku – gdy w wyniku tzw. nieszporów sycylijskich doszło do podziału Królestwa Sycylii na część wyspiarską i kontynentalną ze stolicą w Neapolu – zaś władcy obu państw utrzymali i używali tytułu Królów Sycylii.
Kres państwa nadszedł w 1861 roku, kiedy Giuseppe Garibaldi zajął cały obszar królestwa i włączył je do zjednoczonych Włoch.

## Królowie Obojga Sycylii
- Ferdynand I, 1816-1825
- Franciszek I, 1825-1830
- Ferdynand II, 1830-1859
- Franciszek II, 1859-1860

## Gospodarka
Najlepiej rozwiniętą gałęzią gospodarki był przemysł. Jednym z najważniejszych kompleksów przemysłowych w królestwie była stocznia Castellammare di Stabia, która zatrudniała 1800 pracowników. Fabryka w Pietrarsie, w której wyrabiano m.in. lokomotywy, trakcję kolejową i armaty, była największym zakładem przemysłowym na Półwyspie Apenińskim. W skład kompleksu wchodziła także szkoła dla maszynistów i inżynierów marynarki wojennej, dzięki czemu królestwo mogło obejść się bez angielskiego personelu w branży kolejarskiej powszechnego w innych regionach włoskich. Dużym sukcesem inżynierii królestwa okazało się zbudowanie i zwodowanie pierwszego na świecie okrętu parowego z napędem śrubowym „Giglio delle Onde”. Podjął służbę 17 maja 1847 r., łącząc stolicę Neapolu z portami Kalabrii, Mesyny, Gallipoli i Tarentu.
W Kalabrii największą fabryką była odlewnia żeliwa Fonderia Ferdinandea. Żelazo w niej produkowane pozwalało m.in. na samodzielną produkcję broni w pobliskiej fabryce Mongiana zatrudniającej ponad 1600 pracowników. Na Sycylii (niedaleko Katanii i Agrigento) wydobywano siarkę w celu wytworzenia prochu. Sycylijskie kopalnie były w stanie zaspokoić większość światowego zapotrzebowania na siarkę. Produkcja jedwabnych tkanin koncentrowała się w San Leucio (niedaleko Caserty). W regionie Basilicata było także kilka zakładów w Potenza i San Chirico Raparo, w których przetwarzano bawełnę, wełnę i jedwab. Przetwarzanie żywności było szeroko rozpowszechnione, szczególnie w pobliżu Neapolu (Torre Annunziata i Gragnano).
Łączna wartość kapitałów znajdujących się w obiegu wynosiła przed najazdem Garibaldiego 443,3 mln lirów w różnych walutach, głównie (424 mln lirów) srebrnych. Odpowiadało to niemal dwóm trzecim całego kapitału Półwyspu Apenińskiego.

## Podział terytorialny kraju

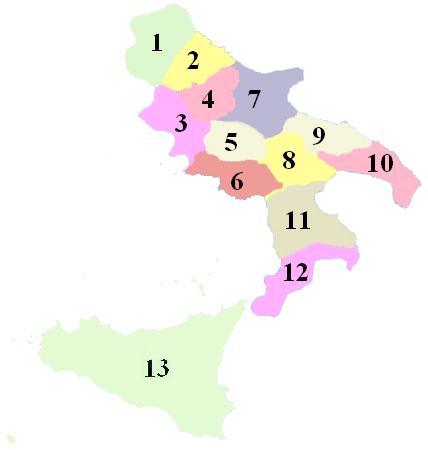
Prowincje Królestwa Obojga Sycylii

|    | \| \| Prowincja \| Stolica \| \| -- \| ----------------- \| ---------- \| \| 1 \| Abruzzo Ultra \| L’Aquila \| \| 2 \| Abruzzo Citra \| Chieti \| \| 3 \| Terra di Lavoro \| Neapol \| \| 4 \| Contado di Molise \| Campobasso \| \| 5 \| Principato Ultra \| Benevento \| \| 6 \| Principato Citra \| Salerno \| \| 7 \| Capitanata \| Foggia \| \| 8 \| Basilicata \| Potenza \| \| 9 \| Terra di Bari \| Bari \| \| 10 \| Terra di Otranto \| Lecce \| \| 11 \| Calabria Citra \| Cosenza \| \| 12 \| Calabria Ultra \| Catanzaro \| \| 13 \| Sycylia \| Palermo \| |            |
|    | Prowincja | Stolica    |
| 1  | Abruzzo Ultra | L’Aquila   |
| 2  | Abruzzo Citra | Chieti     |
| 3  | Terra di Lavoro | Neapol     |
| 4  | Contado di Molise | Campobasso |
| 5  | Principato Ultra | Benevento  |
| 6  | Principato Citra | Salerno    |
| 7  | Capitanata | Foggia     |
| 8  | Basilicata | Potenza    |
| 9  | Terra di Bari | Bari       |
| 10 | Terra di Otranto | Lecce      |
| 11 | Calabria Citra | Cosenza    |
| 12 | Calabria Ultra | Catanzaro  |
| 13 | Sycylia | Palermo    |